# Сунифред (граф Барселоны)
Сунифред I (кат. Sunifred, фр. Sunifred, исп. Sunifredo, ум. ок. 848) — граф Сердани с 835, Урхеля с 838, Барселоны, Жироны, Осоны, Бесалу, Конфлана, Нарбонны, Агда, Безье, Лодевы, Мельгёя и Нима с 844.

## Биография
Существуют 2 версии его происхождения. Согласно средневековым генеалогиям, Барселонский дом считался младшей ветвью дома Беллонидов, старшая ветвь которого правила в графствах Каркассон и Родез. Родоначальником этого дома считается граф Каркассона Белло (Беллон) (ум. 812). Его младшим сыном показывается Сунифред I. Однако в настоящее время некоторые исследователи сомневаются в существовании графа Белло, а также что его сыном был Сунифред. Так испанский историк Альберто Монтанер Фрутос указывает, что средневековой историографии имя Белло отсутствует, а род графов Барселоны начинается с Сунифреда I. Другие историки допускают существование Белло, но считают, что Сунифред был не сыном, а зятем Белло, мужем его дочери Эрмизенды. Вероятным отцом Сунифреда называется Боррель (ум. 812/820), который около 798 года он был назначен королём франков Карлом Великим графом Осоны, Урхеля и Сердани.
Впервые в источниках Сунифред появляется в 834 году, когда император Людовик I Благочестивый назначил его графом Урхеля и Сердани. Однако первоначально ему нужно было выгнать из этих графств владевшего ими Галиндо I Аснареса, не подчинявшегося императору. В 835 году Сунифред овладел Урхелем, а в 838 году — и Серданью.
В 841 году в Барселонское графство вторглись мавры. Они направились в Нарбонну через Сердань, где были разбиты Сунифредом. Это увеличило престиж Сунифреда. И, когда после казни Бернара Септиманского король Западно-Франкского королевства Карл II Лысый раздавал владения Бернара, то большую их часть получил именно Сунифред — Барселону, Жирону, Осону, Бесалу, Конфлан, Нарбонну, Агд, Безье, Лодеву, Мельгей и Ним.
Последнее упоминание Сунифреда в источниках относится к 846 году. Поскольку в 848 году Карл Лысый назначил в его владения новых графов, то предполагается, что Сунифред умер именно в 848 году. Однако внезапность, с которой сведения о Сунифреде исчезают из источников, дала основание историка высказывать предположение о его насильственном свержении и, возможно, убийстве. Барселона и большая часть Септимании в итоге была захвачена Гильомом, сыном Бернара Септиманского, с которым приходилось бороться Сунифреду во время своего правления. В Жирону и Бесалу был назначен граф Вифред, а Урхель достался графу Саломону.

## Брак и дети
Жена: Эрмизенда (ум. после 1 декабря 885), дочь Белло, графа Каркассона. Дети:
- Вифред I Волосатый (ум. 11 августа 897) — граф Урхеля и Сердани с 870, граф Барселоны и Жироны с 878, Осоны с 885
- Родульфо (ум. ок. 920) — граф Бесалу с 878
- Миро I Старший (ум. 896) — граф Капсира и Фенольета, граф Конфлана с 870, граф Руссильона с 878
- Сесенанда
- Сунифред (Сениофред) (ум. 890/891) — аббат монастыря Санта-Мария-де-Арлес (в Вальеспире)
- Эрмезинда (ум. ок.898)
- Рикульф (ум. 916) — епископ Эльны с 885/890